# Насир, Юсуф
Юсеф Нассер аль-Сулайман (араб. يوسف ناصر‎,
9 октября 1990, Кувейт, Кувейт) — кувейтский футболист, нападающий клуба «Казма» и сборную Кувейта.

## Карьера
С 2009 по 2013 годы выступал за клуб «Казма». После этого недолгое время выступал в ОАЭ за «Аджман». В 2014 вернулся в родной клуб.
С 2009 года выступает за сборную Кувейта. Принимал участие в кубке Азии 2011.